# 2024年の朝鮮民主主義人民共和国
2024年の朝鮮民主主義人民共和国（2024ねんのちょうせんみんしゅしゅぎきょうわこく）では、2024年（主体113年）の朝鮮民主主義人民共和国（北朝鮮）に関する出来事について記述する。

## 最高指導者等
- 最高指導者（朝鮮労働党総書記、国務委員会委員長）
  - 第3代: 金正恩（2011年12月17日 - ）
- 最高人民会議常任委員会委員長
  - 第4代: 崔竜海（2019年4月11日 - ）
- 内閣総理
  - 第7代: 金徳訓（2020年8月13日 - ）

## できごと

### 1月
- 1月5日〜1月7日 - 北朝鮮軍、韓国北西海域の北方限界線（NLL）に近い延坪島付近に向けて、3日連続で砲撃[1][2][3]。
- 1月15日 - 最高指導者金正恩、最高人民会議の施政演説で、憲法改正で韓国を「第1の主敵」と明記すべきと発言[4]。韓国を「和解や統一の相手、同族とみる既成概念を完全に捨て、徹底した他国、最も敵対的な国」と位置付けるとともに、「平和統一」「民族大団結」といった表現も削除すべきであると述べた[4]。

### 2月
- 2月8日 - 最高指導者金正恩、朝鮮人民軍創建76周年記念で国防省を訪問[5]。将兵らを前に演説し、韓国は「第1の敵対国家、不変の主敵」であり、有事には「占領、平定」することを強調した[5]。

### 6月
- 6月19日 - 露朝首脳会談を実施。戦略的パートナーシップ条約を締結[6]。

### 12月
- 12月15日 - プデチゲとトッポッキの販売や食育を禁止[7]。2025年に入っても継続。